# Société anti-esclavagiste belge
La Société anti-esclavagiste de Belgique fut une association créée en 1888, notamment par Hippolyte d'Ursel, sous l'influence des idées du cardinal Charles Martial Lavigerie.

## Histoire
La Société anti-esclavagiste assurera le financement et l'organisation dans les années 1890 de quatre expéditions militaires pour combattre les esclavagistes Arabo-Swahilis qui sévissaient dans l'est du territoire de l'État indépendant du Congo (actuelle République démocratique du Congo).
Les quatre expéditions organisées furent :
- l'expédition Hinck, Kerckhoven et Ectors sur le Congo et le Lomami (1890 à 1892), arrivée par l'ouest et aux succès limités. Elle rebroussa chemin quand la guerre fit rage ;
- Jacques, Storms, Docquier, Renier et Vrithoff (1891-1892), par l'est, qui vit notamment la fondation d'Albertville (actuelle Kalemie) et divers succès contre Rumaliza ;
- Long, Duvivier et Demol (1892-1893), arrivée par l'est en secours à Jacques et Docquier, et qui libéra Albertville ;
- Descamps, Miot et Chargois (1893-1896), par le Zambèze, coopéra avec Jacques, Dhanis et de Wouters. Descamps réduisit notamment les dernières poches d'esclavagistes Arabo-Swahilis après la guerre que l'EIC remporta sur eux.